# Miss Universo 2011
Miss Universo 2011, la 60.ª edición del concurso Miss Universo, se llevó a cabo en el Credicard Hall en São Paulo (Brasil) el 12 de septiembre de 2011.
Representantes provenientes de ochenta y nueve países y territorios compitieron por el título en esta edición del concurso, superando el récord ochenta y seis participantes en la edición de 2006. Al final del evento, Miss Universo 2010, Ximena Navarrete de México, coronó como su sucesora a Leila Lopes de Angola. Elegida por un jurado de siete personas, la ganadora, de 25 años, se convirtió en la primera representante de su país en obtener el título de Miss Universo.
El concurso fue presentado por Andy Cohen y Natalie Morales; como comentaristas actuaron Jeannie Mai y Shandi Finnessey, Miss USA 2004. Las cantantes brasileñas Bebel Gilberto y Claudia Leitte se encargaron del entretenimiento.

## Antecedentes

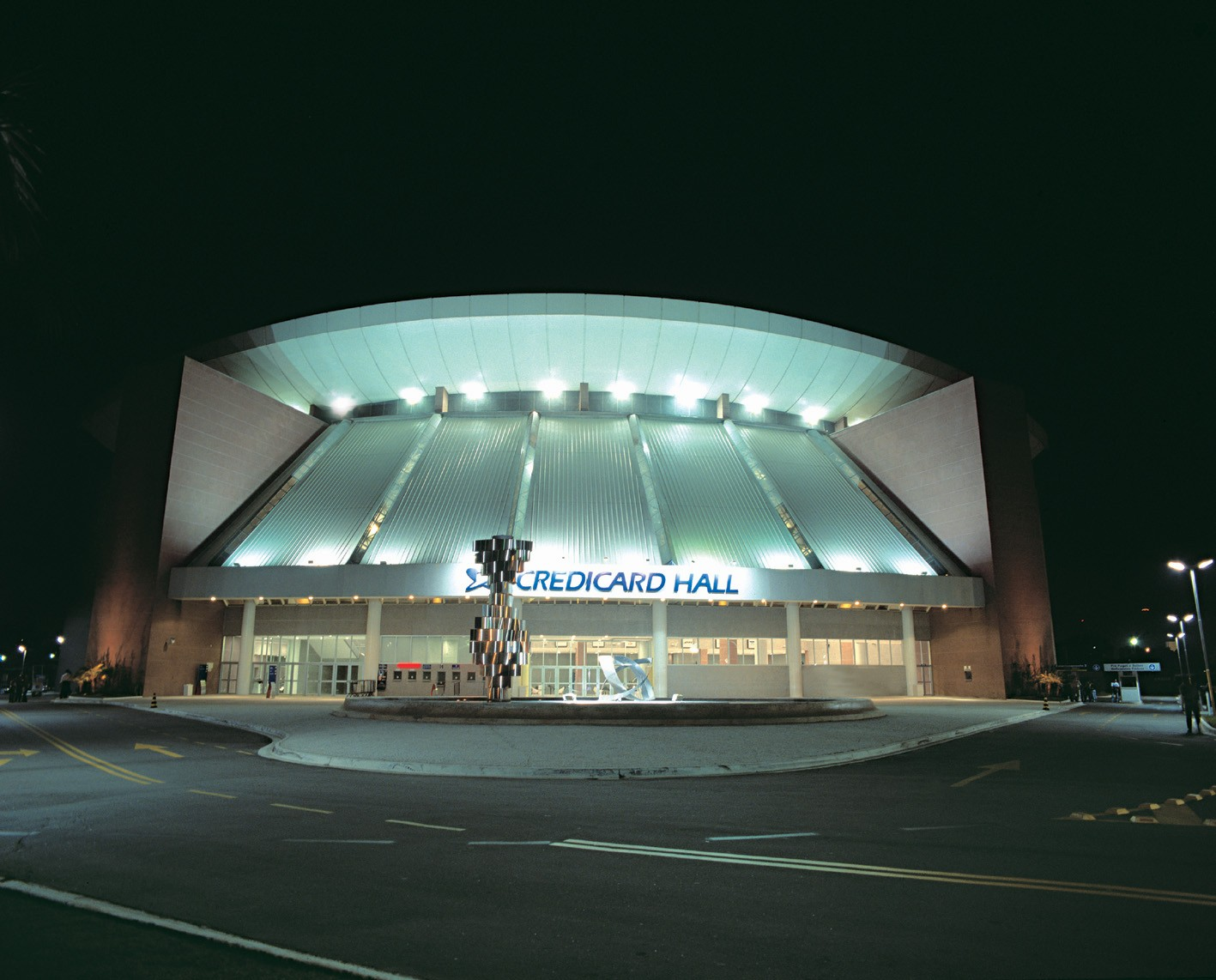
Credicard Hall, recinto sede de Miss Universo 2011

### Sede y fecha
El 16 de diciembre de 2010, Donald Trump, propietario de la Organización Miss Universo, y Paula Shugart, presidenta de la Organización Miss Universo, anunciaron que el 60.º aniversario del concurso se llevaría a cabo en São Paulo (Brasil) el 12 de septiembre de 2011. Esto sucedió meses después de que Trump negociara con el conglomerado de medios Grupo Bandeirantes de Comunicação para albergar el concurso en São Paulo. Según Joao Carlos Saad, presidente de Grupo Bandeirantes, la red estaba satisfecha de haber llegado a un acuerdo con Miss Universo para albergar el concurso en São Paulo (Brasil). El evento se transmitió por NBC en Estados Unidos, con una transmisión simultánea en español por Telemundo.

### Selección de candidatas

#### Reemplazos
Evalina van Putten fue designada para representar a Curazao después de que Monifa Jansen, Miss Curazao 2011, no cumpliera con los requisitos de edad. Jansen compitió en Miss Universo 2012. Mayra Aldana, la primera finalista de Nuestra Belleza El Salvador 2011, fue designada para representar a El Salvador después de que Alejandra Ochoa, Nuestra Belleza Universo 2011, sufriera de una enfermedad respiratoria crónica. Mai Phương Thúy, Miss Vietnam 2006, iba a representar a Vietnam en Miss Universo, pero no lo hizo por razones personales. El Ministerio de Cultura de Vietnam obtuvo permiso para designar a Vũ Thị Hoàng My, quien fue la primera finalista de Miss Vietnam 2010, como su representante.

#### Debuts, regresos y retiros
La edición de 2011 vio el regreso de Chile, Estonia, Islas Caimán, Islas Turcas y Caicos, Montenegro, Portugal, Santa Lucía y Vietnam. Portugal compitió por última vez en 2002, Chile en 2006, Santa Lucía en 2007, Islas Turcas y Caicos en 2008, mientras que los demás compitieron por última vez en 2009. Noruega y Zambia se retiraron. Sara Nicole Andersen de Noruega fue coronada diez días después de la llegada de las concursantes a São Paulo. Debido a esto, Andersen se retiró de la competencia. Sin embargo, Andersen compitió en el concurso al año siguiente. Zambia se retiró después de que su organización respectiva no logró realizar un concurso nacional ni designar a una candidata.
A Lisa Morgan de Zimbabue no se le permitió competir después de que la Organización Miss Universo negó su participación, y en su lugar, compitió en Miss Internacional 2011 celebrado en Chengdu (China).

## Resultados

### Clasificación final
La ganadora, las finalistas, las semifinalistas y las cuartofinalistas son las siguientes candidatas:
| Posición                  | Candidata |
| ------------------------- | --- |
| Miss Universo 2011        | - Angola - Leila Lopes |
| Primera finalista         | - Ucrania - Olesia Stefanko |
| Segunda finalista         | - Brasil - Priscila Machado |
| Tercera finalista         | - Filipinas - Shamcey Supsup |
| Cuarta finalista          | - China - Luo Zilin |
| Semifinalistas (Top 10)   | - Australia - Scherri-Lee Biggs - Costa Rica - Johanna Solano - Francia - Laury Thilleman - Panamá - Sheldry Sáez - Portugal - Laura Gonçalves Δ                                           |
| Cuartofinalistas (Top 16) | - Colombia - Catalina Robayo - Estados Unidos - Alyssa Campanella - Kosovo - Afërdita Dreshaj - Países Bajos - Kelly Weekers - Puerto Rico - Viviana Ortiz - Venezuela - Vanessa Gonçalves |

- Δ Elegida para el Top 16 por votación del público

### Premios especiales
Los premios especiales fueron otorgados a las siguientes candidatas:
| Premio               | Candidata                      |
| -------------------- | ------------------------------ |
| Mejor traje nacional | - Panamá - Sheldry Sáez        |
| Miss Fotografía      | - Suecia - Ronnia Fornstedt    |
| Miss Simpatía        | - Montenegro - Nikolina Lončar |

#### Mejor traje nacional
La ganadora, las finalistas y semifinalistas del premio al mejor traje nacional son las siguientes candidatas:
| Posición       | Candidata |
| -------------- | --- |
| Ganadora       | - Panamá - Sheldry Sáez |
| Segundo lugar  | - México - Karin Ontiveros |
| Tercer lugar   | - Tailandia - Chanyasorn Sakornchan |
| Cuarto lugar   | - Venezuela - Vanessa Gonçalves |
| Quinto lugar   | - Curazao - Evalina van Putten |
| Semifinalistas | - Bolivia - Olivia Pinheiro - Japón - Maria Kamiyama - Nigeria - Sophie Gemal - Tanzania - Nelly Kamwelu - Trinidad y Tobago - Gabrielle Walcott |

## El concurso

### Formato
La Organización Miss Universo introdujo varios cambios específicos en el formato para esta edición. Los resultados de la competencia preliminar, que consistió en la competencia de trajes de baño y trajes de noche, y la entrevista a puerta cerrada, determinaron a las quince cuartofinalistas. Por primera vez en sus sesenta años de historia, la organización implementó una votación previa de los fanáticos, en la que los fanáticos pudieron votar por su candidata favorita para avanzar automáticamente a los cuartos de final. Esto cambió el número de cuartofinalistas de quince a dieciséis. Además, los espectadores también pudieron clasificar a cada candidata durante la transmisión en vivo del concurso.
Las dieciséis cuartofinalistas compitieron en la competencia de traje de baño y luego se redujeron a las diez semifinalistas. Las diez semifinalistas compitieron en la competencia de traje de noche y luego se redujeron a las cinco finalistas. Las cinco finalistas compitieron en la ronda de preguntas y respuestas y la última pasada (final look). Durante la transmisión, los espectadores pudieron ver en pantalla un medidor de votación de los fanáticos que reveló instantáneamente las puntuaciones de las concursantes según la votación en tiempo real.

### Panel de jueces

#### Competencia preliminar
El panel de jueces estuvo conformado por las siguientes siete personas:
- BJ Coleman, presidente y director ejecutivo de Coleman Entertainment Group
- Francesca Romana Diana, diseñadora de joyas italiana
- Ana Paula Junqueira, presidenta de la League of Women Voters y secretaria general de las Naciones Unidas en Brasil
- Scott Lazerson, filántropo y exjefe de la Larry King Foundation
- Matheus Mazzafera, estilista y presentador de programas de telerrealidad
- Jimmy Nguyen, abogado de entretenimiento y nuevos medios, portavoz de derechos iguales y diversidad
- Lara Spotts, vicepresidenta de East Coast Development para Bravo Network

#### Competencia final
El panel de jueces de la competencia final estuvo conformado por las siguientes siete personas:
- Hélio Castroneves, piloto de carreras de autos brasileño y tres veces campeón de las 500 Millas de Indianápolis
- Connie Chung, periodista y presentadora de noticias de televisión estadounidense
- Isabeli Fontana, supermodelo brasileña
- Vivica A. Fox, actriz y productora de televisión estadounidense
- Adrienne Maloof, empresaria y personalidad televisiva estadounidense
- Lea Salonga, cantante y actriz filipina
- Amelia Vega, Miss Universo 2003 de República Dominicana

## Candidatas
Ochenta y nueve candidatas compitieron por el título.
| País/Territorio                      | Candidata              | Edad | Ciudad natal               |
| ------------------------------------ | ---------------------- | ---- | -------------------------- |
| Albania                              | Xhesika Berberi        | 20   | Tirana                     |
| Alemania                             | Valeria Bystritskaia   | 25   | Karlsruhe                  |
| Angola                               | Leila Lopes            | 25   | Benguela                   |
| Argentina                            | Natalia Rodríguez      | 25   | Buenos Aires               |
| Aruba                                | Gillain Berry          | 24   | Oranjestad                 |
| Australia                            | Scherri-Lee Biggs      | 21   | Perth                      |
| Bahamas                              | Anastagia Pierre       | 22   | Nasáu                      |
| Bélgica                              | Justine De Jonckheere  | 19   | Wevelgem                   |
| Bolivia                              | Olivia Pinheiro        | 27   | Santa Cruz                 |
| Botsuana                             | Larona Kgabo           | 25   | Gaborone                   |
| Brasil                               | Priscila Machado       | 25   | Canoas                     |
| Canadá                               | Chelsae Durocher       | 20   | Tecumseh                   |
| Chile                                | Vanessa Ceruti         | 25   | Santiago                   |
| China                                | Luo Zilin              | 24   | Shanghái                   |
| Chipre                               | Andriani Karantoni     | 18   | Larnaca                    |
| Colombia                             | Catalina Robayo        | 22   | Cali                       |
| Corea del Sur                        | Jung So-ra             | 20   | Seúl                       |
| Costa Rica                           | Johanna Solano         | 20   | Escazú                     |
| Croacia                              | Natalija Prica         | 22   | Zagreb                     |
| Curazao                              | Evalina van Putten     | 19   | Willemstad                 |
| Dinamarca                            | Sandra Amer            | 21   | Copenhague                 |
| Ecuador                              | Claudia Schiess        | 21   | Santa Cruz                 |
| Egipto                               | Sara El-Khouly         | 23   | Alejandría                 |
| El Salvador                          | Mayra Aldana           | 25   | San Salvador               |
| Eslovaquia                           | Dagmar Kolesárová      | 20   | Revúca                     |
| Eslovenia                            | Ema Jagodič            | 21   | Liubliana                  |
| España                               | Paula Guilló           | 22   | Elche                      |
| Estados Unidos                       | Alyssa Campanella      | 21   | Los Ángeles                |
| Estonia                              | Madli Vilsar           | 20   | Kuressaare                 |
| Filipinas                            | Shamcey Supsup         | 25   | General Santos             |
| Finlandia                            | Pia Pakarinen          | 20   | Vantaa                     |
| Francia                              | Laury Thilleman        | 20   | Brest                      |
| Georgia                              | Eka Gurtskaia          | 25   | Tiflis                     |
| Ghana                                | Yayra Nego             | 26   | Acra                       |
| Gran Bretaña                         | Chloe-Beth Morgan      | 25   | Cwmbran                    |
| Grecia                               | Iliana Papageorgiou    | 23   | Patras                     |
| Guam                                 | Shayna Afaisen         | 24   | Inaraján                   |
| Guatemala                            | Alejandra Barillas     | 25   | Zacapa                     |
| Guyana                               | Kara Lord              | 23   | Georgetown                 |
| Haití                                | Anedie Azael           | 22   | Puerto Príncipe            |
| Honduras                             | Keylin Gómez           | 23   | Cortés                     |
| Hungría                              | Betta Lipcsei          | 23   | Szarvas                    |
| India                                | Vasuki Sunkavalli      | 27   | Hyderabad                  |
| Indonesia                            | Nadine Alexandra       | 20   | Yakarta                    |
| Irlanda                              | Aoife Hannon           | 19   | Listowel                   |
| Islas Caimán                         | Cristin Alexander      | 24   | George Town                |
| Islas Turcas y Caicos                | Easher Parker          | 19   | Providenciales             |
| Islas Vírgenes Británicas            | Sheroma Hodge          | 26   | Tórtola                    |
| Islas Vírgenes de los Estados Unidos | Alexandrya Evans       | 25   | Santa Cruz                 |
| Israel                               | Kim Edri               | 19   | Sderot                     |
| Italia                               | Elisa Torrini          | 22   | Roma                       |
| Jamaica                              | Shakira Martin         | 25   | Kingston                   |
| Japón                                | Maria Kamiyama         | 24   | Tokio                      |
| Kazajistán                           | Valeriya Aleinikova    | 22   | Almaty                     |
| Kosovo                               | Afërdita Dreshaj       | 25   | Pristina                   |
| Líbano                               | Yara Khoury Mikhael    | 19   | Beirut                     |
| Malasia                              | Deborah Priya Henry    | 26   | Kuala Lumpur               |
| Mauricio                             | Laetitia Darche        | 20   | Flic-en-Flac               |
| México                               | Karin Ontiveros        | 23   | Amatitán                   |
| Montenegro                           | Nikolina Lončar        | 18   | Pljevlja                   |
| Nueva Zelanda                        | Priyani Puketapu       | 20   | Wellington                 |
| Nicaragua                            | Adriana Dorn           | 24   | Managua                    |
| Nigeria                              | Sophie Gemal           | 22   | Abuya                      |
| Países Bajos                         | Kelly Weekers          | 22   | Maastricht                 |
| Panamá                               | Sheldry Sáez           | 19   | Chitré                     |
| Paraguay                             | Alba Riquelme          | 20   | Asunción                   |
| Perú                                 | Natalie Vértiz         | 19   | Lima                       |
| Polonia                              | Rozalia Mancewicz      | 24   | Bialystok                  |
| Portugal                             | Laura Gonçalves        | 22   | Lisboa                     |
| Puerto Rico                          | Viviana Ortiz          | 25   | Corozal                    |
| República Checa                      | Jitka Nováčková        | 19   | České Budějovice           |
| República Dominicana                 | Dalia Fernández        | 21   | Santiago de los Caballeros |
| Rumania                              | Larisa Popa            | 24   | Slatina                    |
| Rusia                                | Natalia Gantimúrova    | 20   | Moscú                      |
| Santa Lucía                          | Joy-Ann Biscette       | 25   | Castries                   |
| Serbia                               | Anja Šaranović         | 21   | Belgrado                   |
| Singapur                             | Valerie Lim            | 26   | Singapur                   |
| Sri Lanka                            | Stephanie Siriwardhana | 23   | Colombo                    |
| Sudáfrica                            | Bokang Montjane        | 25   | Johannesburgo              |
| Suecia                               | Ronnia Fornstedt       | 20   | Södertälje                 |
| Suiza                                | Kerstin Cook           | 22   | Kriens                     |
| Tanzania                             | Nelly Kamwelu          | 19   | Dar es-Salam               |
| Tailandia                            | Chanyasorn Sakornchan  | 21   | Chon Buri                  |
| Trinidad y Tobago                    | Gabrielle Walcott      | 27   | Puerto España              |
| Turquía                              | Melisa Aslı Pamuk      | 20   | Estambul                   |
| Ucrania                              | Olesya Stefanko        | 23   | Odesa                      |
| Uruguay                              | Fernanda Semino        | 18   | Montevideo                 |
| Venezuela                            | Vanessa Gonçalves      | 25   | Caracas                    |
| Vietnam                              | Vũ Hoàng My            | 20   | Đồng Nai                   |